# توچنا
توچنا (به لهستانی:  Tuczna) یک روستا در لهستان است که در گمینا توچنا واقع شده‌است.